# Anopheles wellcomei
Anopheles wellcomei är en tvåvingeart som beskrevs av Theobald 1904. Anopheles wellcomei ingår i släktet Anopheles och familjen stickmyggor. Inga underarter finns listade i Catalogue of Life.